# Plopul
Plopul – wieś w Rumunii, w okręgu Tulcza, w gminie Murighiol. W 2011 roku liczyła 551 mieszkańców.